# Drapeau de la Papouasie-Nouvelle-Guinée
Le drapeau de la Papouasie-Nouvelle-Guinée fut adopté le 1er juillet 1971.

## Description
Le drapeau est décrit dans le chapitre 9 de l'acte sur l'identité nationale de 1971:

« Le drapeau national de Papouasie-Nouvelle-Guinée est un drapeau rectangulaire, en proportions de quatre à trois, divisé en diagonale du haut de la hampe au bas du battant, le segment supérieur écarlate (Collies n°305) surimprimé sur jaune moyen (Collies n°537) chargé d'une représentation jaune moyen (Collies n°537) d'un oiseau de paradis en plein envol, le segment inférieur noir (Collies n°309) chargé de cinq étoiles blanches à cinq branches représentant la Croix du Sud. »

Les deux couleurs principales (noir et rouge) sont depuis longtemps les couleurs des tribus papoues.
| Couleur | ● Rouge écarlate | ● Jaune Moyen | ● Noir  | ● Blanc       |
| ------- | ---------------- | ------------- | ------- | ------------- |
| HTML    | #cf0821          | #fcd20e       | #000000 | #ffffff       |
| RVB     | 210,16,2         | 255,206,0     | 0, 0, 0 | 255, 255, 255 |
| Pantone | 186 C            | 116 C         | Black   | Safe          |

Dans la partie noire est représentée la croix du Sud, la constellation la plus connue de l'hémisphère Sud, qui apparaît sur plusieurs autres drapeaux dont ceux du Brésil, de l'Australie, des Samoa et de la Nouvelle-Zélande. La constellation est en blanc afin de rappeler les couleurs (noir-blanc-rouge) de l'empire allemand, dont la Nouvelle-Guinée fut une colonie jusqu'en 1914.

« Les étoiles Alpha, Beta, Gamma et Delta Crucis ont un diamètre extérieur de 10/100 de la longueur du drapeau et un diamètre intérieur de 4/100 de la longueur du drapeau, et l’étoile Epsilon Crucis a un diamètre de moitié de ceux décrits ci-dessus. »

Sur l'autre partie se trouve un Paradisier, oiseau originaire de l'île. Il est dessiné comme

« stylisée, en silhouette, vue de dessous avec des ailes élevées et la traine de queue en parade, qui part de la ligne médiane parallèle au mat. »

## Historique

Drapeau proposé par M. Holman

Le dessin final revient à Susan Karike Huhume alors étudiante âgée de 15 ans qui gagna un concours organisé dans tout le pays afin de déterminer le futur drapeau du pays.
L'histoire du drapeau a commencé pendant la première Assemblée législative (1964–1968) lorsque le Comité spécial sur le développement constitutionnel, présidé par John Guise, a invité les gens et les écoles de la Papouasie à présenter des observations sur le drapeau de leur pays. Des centaines de candidatures ont été soumises qui, en raison de contraintes de temps, ont été remises au deuxième Comité spécial du développement constitutionnel sous la présidence de Paulus Arek.
Analysant de ces retours, le Comité, en octobre 1970, demanda à son personnel d'analyser ces dessins pour trouver les couleurs et les symboles les plus appropriés pour un blason et un drapeau. Ils ont découvert que les couleurs populaires étaient l'or, le vert et le bleu et les symboles - oiseaux, tambours, lances et étoiles.
Cette information a été transmise à M. Holman, artiste du Département des services de recherche et d’information, pour qu’il conçoive un emblème et un drapeau en utilisant ces couleurs et symboles. Le comité a conçu avec les dessins de M. Holman, un drapeau tricolore en vert, or et bleu avec la Croix du Sud et un oiseau de paradis blanc superposé. Le dessin a été montré à l'assemblée le 17 novembre 1970.
Le présida déclara 

« Le drapeau et l'emblème ne représentent pas les idées d'une seule personne, mais ont plutôt été conçus en tenant compte des couleurs, des dessins et des idées extrêmement populaires soumis par les gens à votre comité.
- Le BLEU représente les îles de notre pays et de la mer qui les entoure. La Croix se trouve au-dessus de tout notre pays et guide notre peuple dans ses déplacements terrestres et maritimes.
- L'OR représente les zones côtières de notre pays, ses richesses minérales passées et futures et son unité.
- Le VERT représente la partie continentale et les régions montagneuses de notre pays et un oiseau de paradis, notre oiseau unique, est tourné vers les îles pour représenter un pays unifié.

Monsieur le Président, votre commission se propose de faire un long voyage sur le territoire en janvier et février 1971. Les personnes seront bientôt informées de la visite du comité dans leurs régions et disposeront de suffisamment de temps pour réfléchir et préparer des réponses aux questions du comité.  »

Lors de la tournée, les habitants ont universellement accepté le blason bien qu'il y ait eu une discussion sur la conception de la lance et du tambour. Cependant, les avis étaient moins unanimes sur le drapeau perçu comme une composition artificielle et manquant de chaleur et de charisme. Un groupe dirigé par le député Geoff Littler a visité l'Île Yule le 12 février 1971. Lors d'une rencontre, Susan Karike, élève de la Catholic Mission School, a donné une proposition remaniée du drapeau sur une page tirée d'un cahier d'exercices. Susan a décrit les couleurs comme celles les plus couramment utilisées par les gens lors de leurs cérémonies traditionnelles papoues.
Le Comité s'est ensuite réuni à Port Moresby le 1er mars pour examiner les conclusions des visites d'information et finaliser son rapport. Les deux groupes ont estimé que le drapeau proposé n'était pas acceptable pour la population en tant que drapeau pour une future Papouasie-Nouvelle-Guinée indépendante et ont décidé de recommander l'une des alternatives proposées au comité lors de sa tournée. Le choix a été réduit à deux modèles :
- La proposition de Susan Karike,
- Une proposition d'un groupe de la Nouvelle-Irlande présenté par M. Wally Lussick sur un support un peu plus grand.

Le comité a levé la séance sans avoir pris de décision. Ce soir-là, un membre du comité Ross Johnson prit l’initiative de reproduire le dessin sur un morceau de tissu légèrement plus grand qu’un torchon. Lorsque cela a été montré au Comité le lendemain, un consensus s'est rapidement dégagé sur ce dernier.
Le rapport final fut présenté devant la chambre le 4 mars 1971 avec comme conclusion :

« Point 51. Le Comité a suggéré un drapeau pour le pays et l'a montré aux personnes lors de sa récente tournée. Votre Comité a reçu de nombreuses représentations pour modifier le drapeau proposé ou le remplacer. En raison de la grande variété de points de vue sur la couleur et l’indicateur proposé, votre comité a décidé de choisir l’une des propositions qui lui ont été faites lors de sa récente tournée.
Point 52. Le Comité a choisi un dessin présenté par une jeune fille papoue nommée Susan Karike. Dans sa soumission au Comité, Susan a décrit les couleurs du drapeau comme étant les couleurs les plus couramment utilisées par nos gens lors de leurs cérémonies traditionnelles. Le Comité recommande que ce drapeau soit adopté comme drapeau pour Niugini  »

## Pavillons de Papouasie-Nouvelle-Guinée

Pavillon de guerre

## Les drapeaux historiques du pays
La Nouvelle-Guinée allemande était un protectorat de l'Empire allemand de 1899 à 1914. Le drapeau de la Compagnie de Nouvelle-Guinée représentait un lion noir qui tenait un griffon de rouge ; la population a mal compris ce symbole l'interprétant comme un os ensanglanté. C'est le drapeau tricolore du Reich allemand qui a été utilisé même si une proposition avait été créée en 1914 pour doter la colonie d'un propre symbole mais n'a jamais été introduite en raison de la première Guerre mondiale.

Drapeau de la Compagnie de Nouvelle-Guinée (1885–1899)
Drapeau de l'Empire allemand en Nouvelle-Guinée (1899-1914)
La proposition de 1914

Le mandat fut créé à la suite de la Première Guerre mondiale et de la signature du traité de Versailles : la colonie allemande de Nouvelle-Guinée fut mise sous administration de l'Australie. En 1949, le territoire fusionna avec le territoire de Papouasie pour donner naissance au territoire de Papouasie et Nouvelle-Guinée.

Drapeau du Territoire australien de Nouvelle-Guinée (1914-1949), et du territoire de Papouasie et Nouvelle-Guinée (1949-1965)
Drapeau du territoire de Papouasie (1884-1949)
Drapeau du territoire de Papouasie et Nouvelle-Guinée (1965-1970)